# Гурка, Лукаш
Граф Лукаш Гурка (ок. 1533 — 23 января 1573) — польский государственный деятель, каштелян бжесць-куявский (1554—1555), воевода бжесць-куявский (1555—1558), ленчицкий (1558—1563), калишский (1563—1565) и познанский (1565—1573), староста буковский.

## Биография
Представитель польского магнатского рода Гурок герба «Лодзя». Старший сын каштеляна познанского и генерального старосты великопольского Анджея Гурки (ок. 1500—1551) и Барбары Курозвенцкой (ум. 1545). Младшие братья — каштелян мендзыжечский и староста гнезненский Анджей Гурка (ок. 1534—1583) и воевода познанский и староста валецкий Станислав Гурка (ок. 1540—1592).
Его учителями были Ян из Козьмина и Евстафий Трепка. Поддерживал близкие сношения с князьями Поморскими и курфюрстом Бранденбургским. В 1554 году Лукаш Гурка получил должность каштеляна бжесць-куявского, а в 1555 год был назначен воеводой бжесць-куявским. В 1558 году по просьбе друга семьи прусского герцога Альбрехта Бранденбургского отправил на помощь ливонским рыцарям-крестоносцам собственный отряд из 1500 копейщиков. В том же 1558 году Лукаш Гурка получил должность воеводы ленчицкого, в 1563 году — воеводы калишского, а в 1565 году — воеводы познанского. Осенью 1570 года возглавил польское посольство к германским владетельным князьям.
Вначале являлся членом Чешских братьев. В 1553 году Лукаш Гурка с группой шляхтичей ворвался в познанскую ратушу, где освободил двух членов братства, приговоренных епископским судом к смертной казни. Около 1563 года был обвинен в разврате и отлучен от церкви, примкнул к лютеранам и стал лидером протестантской общины в Великой Польше. В дальнейшем выдавил бернардинцев из Серакува, а в Курнике и Шамотулах устроил лютеранские соборы. В своем познанском дворце в 1563 году построил лютеранский собор, а также организовывал синоды лютеран в 1560, 1566, 1567 и 1568 годах.

## Личная жизнь
В 1554 году братья Лукаш и Анджей Гурки участвовали в преследовании бежавших в Силезию князя Дмитрия Фёдоровича Сангушки и княгини Эльжбеты (Гальши) Острожской. После убийства Д. Сангушки воевода калишский Мартин Зборовский, руководивший погоней, хотел выдать Гальшу Острожскую за одного из своих сыновей. Однако польский король Сигизмунд Август, опасавшийся усилению могущества Мартина и семьи Зборовских, задумал выдать Гальшу Острожскую замуж за воеводу бжесць-куявского Лукаша Гурка, одного из крупных и влиятельных великопольских магнатов. Но против этого брака резко выступала Беата Косцелецкая, мать Гальши Острожской. Но она не могла противостоять королевскому решению.
16 февраля 1559 года в королевском замке Вавель состоялось бракосочетание Лукаша Гурки и Эльжбеты (Гальши) Острожской. Их обвенчал епископ познанский Анджей Чарнковский в присутствии самого короля. Гальша дала своё согласие на брак, получив ложное известие о том, что её мать Беата Косцелецкая одобряет его. После отъезда Лукаша Гурки на Ливонскую войну Гальша узнала об обмане и отказалась считать его своим мужем. Беата и Гальша бежали во Львов, где укрылись в доминиканском монастыре. Сигизмунд Август приказал отнять Гальшу от матери и передать её новому законному мужу. В том же 1559 году Беата Косцелецкая устроила свадьбу Гальши с князем Семеном Юрьевичем Слуцким (ум. 1560), племянником Константина-Василия Острожского. Семён Слуцкий в одежде нищего пробрался в монастырь и женился на Гальше, которой тогда было 19 лет. Сигизмунд Август отказался признать этот брак. Лукаш Гурка, пользуясь поддержкой короля, в марте 1559 года осадил монастырь, вынудил монахов сдаться и насильно увез Гальшу Острожскую в свои великопольские владения (Шамотулы). Беата Косцелецкая переписала все владения Гальши её третьему мужу князю Семёну Слуцкому. Лукаш Гурка продолжал ревновать Гальшу к князю Слуцкому. В 1560 году Семён Слуцкий был убит, в доказательство его смерти Гальша получила отрубленную руку любимого. Лукаш Гурка заточил Гальшу в Шамотульском замке. Беата Косцелецкая вышла замуж за воеводу серадзского Альбрехта Лаского, который захватил владения жены, а её саму заточил в венгерском замке Кежмарок, где она скончалась. Гальша осталась без защиты и в течение 14 лет проживала в Шамотулах, заточенная мужем в замковую башню. Л. Гурка приказал надеть на лицо жены маску, чтобы никто не видел её красоты. из замка она могла совершать только одну прогулку — подземным коридором в костёл. Люди называли её «Черной княгиней». В январе 1573 года после смерти Лукаша Гурки Гальша Острожская получила свободу и вернулась в Острог.